# شاكيل أونيل
شاكيل أونيل (بالإنجليزية: Shaquille Rashaun O'Neal) (6 مارس، 1972)، لقبه «شاك»، هو لاعب كرة سلة محترف متقاعد، ويعمل حاليا كمحلل رياضي في البرنامج التلفيزيوني «داخل الإن بي إيه» على تي إن تي. يشتهر بأنه واحد من أعظم اللاعبين في تاريخ الرابطة الوطنية لكرة السلة (إن بي إيه). يعتبر شاك، بطوله الذي يبلغ 2.16 متر ووزنه الذي بلغ 147 كجم، كواحد من أطول وأثقل اللاعبين في تاريخ الإن بي إيه. لعب أونيل لصالح 6 فرق خلال مسيرته التي استغرقت 19 عاما.
بعد وقته الذي أمضاه في جامعة ولاية لويزيانا، اختير أونيل ليلعب في فريق أورلاندو ماجيك وذلك في أول اختيار لاعبين جماعي أجري عام 1992 من قبل إن بي إيه. أصبح أونيل في وقت سريع واحدا من أفضل لاعبي الوسط في الدوري، وفاز بجائزة أفضل لاعب صاعد للعام 1992-1993، وقاد فريقه عام 1995 إلى نهائي الإن بي إيه. بعد 4 أعوام مع فريق ماجيك، وقع أونيل عقدا حرا مع فريق لوس أنجليس ليكرز. وفازوا بثلاثة بطولات متتابعة في أعوام 2000، 2001، 2002. بسبب التوتر الذي حدث بين أونيل وكوبي بريانت، تم بيع أونيل إلى فريق ميامي هيت عام 2004، وعقب ذلك فوزه للمرة الرابعة ببطولة الإن بي إيه عام 2006. وفي منتصف الفترة بين عامي 2007-2008 تم بيعه إلى فونكس سَنس. وبعد موسم ونصف مع سانز، تم بيعه إلى كليفيلاند كافالايرس في موسم 2009-2010. وفي موسم 2010-2011، لعب أونيل لصالح فريق بوستون سيلتكس، وذلك قبل أن يتقاعد.
تشمل الأوسمة التي تقلدها أونيل بمفرده جائزة إم في بي 1999-2000، وجائزة أفضل لاعب صاعد في إن بي إيه 1992-1993، وتم اختياره 15 مرة ليلعب في مباراة النجوم، وفاز 3 مرات بجائزة إم في بي لمباراة النجوم، و3 مرات بجائزة نهائيات إم في بي، وحاز مرتين على لقب الهداف، وتم اختياره 14 مرة ليلعب في فريق نجوم إن بي إيه، كما اختير 3 مرات ليلعب في فريق نجوم دفاع إن بي إيه. صنف شاك كواحد من بين ثلاثة لاعبين فقط فازوا في نفس العام (2002) بإم في بي رابطة كرة السلة الوطنية، وجوائز إم في بي لمباريات النجوم وجوائز إم في بي للنهائيات. واللاعبان الأخريان هما ويلليس ريد (1970) ومايكل جوردان (1996) و(1998). يحتل أونيل المركز الثامن في إحراز النقاط في التاريخ، والسادس في إحراز الأهداف الميدانية، والخامس عشر في الهجمات المرتدة، والثامن في إحباط الأهداف. نظرا إلى قدرته على إحراز الأهداف بطريقة سلام دانك، فإن أونيل يحتل أيضا المركز الثالث في نسبة الأهداف الميدانية (58.2%). انتخب أونيل كواحد من بين مشاهير كرة السلة لقاعة نايسميث التذكارية، وكذلك قاعة مشاهير الاتحاد الدولي لكرة السلة في عام 2017. 
إلى جانب مسيرته في كرة السلة، أصدر أونيل 4 ألبومات راب كان أولها «شاك ديزل» الذي حصل على شهادة مبيعات الموسيقى المسجلة. كما ظهر في العديد من الأفلام، وأصدر برامج تلفزيون واقع خاصة به، وهي «تحدي شاك الكبير»، و«شاك ضد». كما يتم استضافته البث الكبير مع شاك. يدير أونيل أيضا ألعاب كينغز غارد لدوري 2كيه لإن بي إيه.

## بداية حياته
ولد أونيل في السادس من مارس عام 1972، في نيوارك بنيوجيرسي، للوسيل أونيل وجو توني، الذي لعب في فريق المدرسة الثانوية لكرة السلة وعرضت عليه منحة كرة سلة ليلعب في فريق سيتون هول. عانى توني بسبب إدمانه للمخدرات وسجن لحيازته مخدرات، وذلك عندما كان ابنه أونيل رضيعا. بعد إطلاق سراحه، لم يكن له أي دور في حياة أونيل، وتنازل عن حقوق أبوته لزوج أم أونيل، فيليب أ. هاريسون، والذي كان رقيبا بالجيش.  ظل أونيل بعيدنا عن أبيه البيولوجي لعقود، ولم يحادث أونيل أبيه توني أو يعبر عن رغبته في تكوين علاقة معه. وفي ألبوم الراب الذي أصدره عام 1994 «شاك فو: العودة»، عبر أونيل عن شعوره بالازدراء تجاه توني، وذلك في أغنية «البيولوجي الذي لم يكترث»، ونبذه عندما قال فيها «فيل هو أبي». رغم ذلك، فإن مشاعر أونيل تجاه توني لانت في أعقاب وفاة فيليب هاريسون عام 2013، وتقابل الاثنان لأول مرة في مارس 2016، وقال أونيل لأبيه «أنا لا أكرهك. لقد حظيت بحياة جيدة. كان لدي فيل».
كان لدى أونيل عضوية في نادي صبية وصبيات أمريكا بنيوارك، والذي أعطاه مكانا آمنا ليلعب فيه وليبقى بعيدا عن الشوارع. وقد صرح بأنه ساعده في إشغال وقته، وأنه كان يذهب إلى هناك ليسدد بالكرة، وأنه لم يكن يلعب ضمن فريق. بسبب مهنة زوج أمه بالجيش، كان على أسرتهم أن تترك نيوارك وتذهب إلى قواعد عسكرية في ألمانيا وتكساس.
قاد أونيل فريق روبرت كول بالمدرسة الثانوية في سان أنتونيو بتكساس إلى تسجيل رقم قياسي (68-1) خلال عامين، وساعد الفريق على الفوز ببطولة الولاية خلال عامه الأول. تصنف هجماته المرتدة الـ 791 خلال موسم 1989 كرقم قياسي يتجاوز أي لاعب تحت أي تصنيف. نظرا إلى ميل أونيل إلى التسديدات الخطافية، فقد تمت مقارنته بكريم عبد الجبار، مما ألهمه إلى ارتداء رقم 33 الخاص بعبد الجبار. لكنه رغم ذلك لم يكن لدى فريق الثانوية رقم 33، فارتدى رقم 32.

## مسيرته الجامعية
بعدما تخرج أونيل من مدرسته الثانوية، اتجه إلى دراسة الأعمال في جامعة ولاية لويزيانا. وكان قد قابل قبل سنوات ديل براون، مدرب فريق إل إس يو للرجال لكرة السلة، وذلك في أوروبا. كان زوج أم أونيل متمركزا في قاعدة عسكرية أمريكية في وايلدفليكين بألمانيا الغربية. وخلال لعبه مع براون في إل إس يو، اختير مرتين ضمن أفضل لاعبين بواسط الرابطة الوطنية لرياضة الجامعات، ومرتين بواسطة الاتحاد الجنوب شرقي، ونال جائزة روبرت تروفي كلاعب العام في لعام 1991، كما نال لقب لاعب العام للكلية من قبل أسشيوتد برس ويو بي أي. رحل أونيل مبكرا عن جامعة ولاية لويزيانا ليبدأ مسيرة مهنية بالإن بي إيه، لكنه أكمل تعليمه حتى بعدما أصبح لاعبا محترفا. [20] واختير لاحقا ضمن قاعة مشاهير جامعة ولاية لويزيانا. أقيم لأونيل تمثال وزنه 900 باوند من البرونز أمام مركز تدريب فريق جامعة ولاية لويزيانا «النمور».

## مسيرته المهنية في إن بي إيه

### أورلاندو ماجيك (1992-1996)
انضم أونيل إلى أورلاندو ماجيك في أول اختيار لاعبين جماعي أجري للإن بي إيه عام 1992. وخلال ذلك الصيف، قبل انتقاله إلى أورلاندو، قضى وقتا كبيرا في لوس أنجلوس تحت إرشاد قاعة مشاهير ماجيك جونسون. بسبب رفض تيري كاتلدج أن يمنح أونيل الزي رقم 33، فقد تراجع واختار رقم 32 الذي كان يرتديه أيام مدرسته الثانوية. نال أونيل لقب لاعب الأسبوع في أول أسبوع له في إن بي إيه، وأصبح أول لاعب يحقق ذلك. وأثناء موسمه الأول، بلغ معدل أونيل 23.4 نقطة بنسبة 56.2% من التسديدات، 13.9 هجمة مرتدة، و3.5 لإحباط الأهداف. كما نال لقب نجم العام 1993 الصاعد للإن بي إيه، وأصبح أول صاعد يفوز بتصويت جميع النجوم منذ مايكل جوردان عام 1985. أنهى فريق ماجيك موسمه بـ 41-41، حيث زاد عدد المباريات التي فاز بها عشرين مباراة عن الموسم السابق، إلا أن الفريق خسر التصفيات أمام فريق إنديانا بايسرز. خلال أكثر من مناسبة أثناء ذلك العام، سمع الكاتب جاك مكالوم عن أونيل قوله «ينبغي أن نستبدل ماثيو جوكاس [المدير الفني للفريق] بالمساعد بريان هيل».
أثناء موسم أونيل الثاني (1993-1994)، أصبح هيل المدير الفني، ونقل جوكاس إلى المكتب الإداري. طور أونيل قدرته على إحراز الأهداف إلى متوسط 29.4 نقطة، وبذلك أصبح في المركز الثاني بعد ديفيد روبنسون، كما تصدر الإن بي إيه بنسبة 60% من الأهداف الميدانية. في العشرين من نوفمبر عام 1993، وعندما كان يلعب ضد فريق نيو جيرسي نيتس، أحرز أونيل أول ثلاثية مزدوجة في مسيرته، حيث حصل على 24 نقطة انضمت إثر ذلك إلى إنجازاته الأخرى (28 هجمة مرتدة، و15 إحباط هدف). كما فاز بالتصويت ليلعب في مباراة نجوم إن بي إيه، كما انضم إلى الفريق الثالث للاعبي إن بي إيه. مكن أونيل فريقه ماجيك، بمساعدة اللاعب بيني هاراداوي، من إنهاء الموسم بـ 50-32. وبلغ متوسط أونيل، خلال أول مرة له في التصفيات، 20.7 نقطة و13.3 هجمة مرتدة، وذلك في محاولة فاشلة لتفادي الخسارة أمام فريق إنديانا بايسرز، والذي خسر ماجيك كل مبارياته أمامه.
أثناء موسمه الثالث (1994-1995) تصدر أونيل قائمة هدافي الإن بي إيه بمتوسط 29.3 نقطة، وحصل على المركز الثاني في تصويت الإم في بي، بعد ديفيد روبنسون، وتم اختياره للمرة الثالثة ليلعب في فريق النجوم مع بيني هاراداوي. كان هذا الثنائي من أكثر المتميزين في الدوري، ومكنا أورلاندو ماجيك من إحراز 57-25 والتربع على قمة شعبة الأطلنطي. فاز فريق ماجيك لأول مرة بسلسلة تصفيات إن بي إيه ضد بوستن سيلتكس عام 1995. وهزم ماجيك حينها فريق شيكاغو بولز في نصف النهائي. بعدما هزم ماجيك فريق إنديانا بايسرز، صعد الفريق إلى نهائي الإن بي إيه، وواجه بطل الإن بي إيه هاوستون روكيتس. لعب أونيل بشكل ممتاز في أول ظهور له في النهائيات، وكان متوسط نقاطه 28 نقطة ونسبة تسديده 59.5%، وأحرز 12.5 نقطة للهجمات المرتدة، و6.3 للتمريرات المصيرية. رغم ذلك، تمكن فريق روكيتس من اجتياح سلسلة المباريات بقيادة اللاعبين حكيم عليوان وكلايد دريكسلر خلال أربعة مباريات.
ظل أونيل مصابا لوقت طويل أثناء الموسم 1995-1996، مما أضاع عليه 28 مباراة. لكنه أحرز متوسط 26.6 نقطة و11 هجمة مرتدة خلال، واختي ليلعب في مباراة النجوم الرابعة. رغم إصابات أونيل، فقد أنهى ماجيك الموسم بمعدل 60-22، واحتل المركز الثاني بعد شيكاغو بولز. هزم ماجيك فريقي ديترويت بيستونس وأتلانتا هاوكس بسهولة في أول جولتين لتصفيات إن بي إيه لعام 1996، لكنه رغم ذلك لم يكن ندا لفريق بولز، فقد هزمهم في نهائيات الاتحاد الشرقي.

## إحصائيات إن بي أي المهنية

### موسم عادي
| السنة    | الفريق           | لعب   | بدأ   | دقيقة | ميداني% | ثلاثية | حرة  | ارتداد | صنع | استلاب | تصدي | نقطة  |
| -------- | ---------------- | ----- | ----- | ----- | ------- | ------ | ---- | ------ | --- | ------ | ---- | ----- |
| 1992–93  | أورلاندو         | 81    | 81    | 37.9  | .562    | .000   | .592 | 13.9   | 1.9 | .7     | 3.5  | 23.4  |
| 1993–94  | أورلاندو         | 81    | 81    | 39.8  | .599*   | .000   | .554 | 13.2   | 2.4 | .9     | 2.9  | 29.3  |
| 1994–95  | أورلاندو         | 79    | 79    | 37.0  | .583    | .000   | .533 | 11.4   | 2.7 | .9     | 2.4  | 29.3* |
| 1995–96  | أورلاندو         | 54    | 52    | 36.0  | .573    | .500   | .487 | 11.0   | 2.9 | .6     | 2.1  | 26.6  |
| 1996–97  | لوس أنجلوس ليكرز | 51    | 51    | 38.1  | .557    | .000   | .484 | 12.5   | 3.1 | .9     | 2.9  | 26.2  |
| 1997–98  | لوس أنجلوس ليكرز | 60    | 57    | 36.3  | .584*   | .000   | .527 | 11.4   | 2.4 | .7     | 2.4  | 28.3  |
| 1998–99  | لوس أنجلوس ليكرز | 49    | 49    | 34.8  | .576*   | .000   | .540 | 10.7   | 2.3 | .7     | 1.7  | 26.3  |
| 1999–00  | لوس أنجلوس ليكرز | 79    | 79    | 40.0  | .574*   | .000   | .524 | 13.6   | 3.8 | .5     | 3.0  | 29.7* |
| 2000–01  | لوس أنجلوس ليكرز | 74    | 74    | 39.5  | .572*   | .000   | .513 | 12.7   | 3.7 | .6     | 2.8  | 28.7  |
| 2001–02  | لوس أنجلوس ليكرز | 67    | 66    | 36.1  | .579*   | .000   | .555 | 10.7   | 3.0 | .6     | 2.0  | 27.2  |
| 2002–03  | لوس أنجلوس ليكرز | 67    | 66    | 37.8  | .574    | .000   | .622 | 11.1   | 3.1 | .6     | 2.4  | 27.5  |
| 2003–04  | لوس أنجلوس ليكرز | 67    | 67    | 36.8  | .584*   | .000   | .490 | 11.5   | 2.9 | .5     | 2.5  | 21.5  |
| 2004–05  | ميامي            | 73    | 73    | 34.1  | .601*   | .000   | .461 | 10.4   | 2.7 | .5     | 2.3  | 22.9  |
| 2005–06  | ميامي            | 59    | 58    | 30.6  | .600*   | .000   | .469 | 9.2    | 1.9 | .4     | 1.8  | 20.0  |
| 2006–07  | ميامي            | 40    | 39    | 28.4  | .591    | .000   | .422 | 7.4    | 2.0 | .2     | 1.4  | 17.3  |
| 2007–08  | ميامي            | 33    | 33    | 28.6  | .581    | .000   | .494 | 7.8    | 1.4 | .6     | 1.6  | 14.2  |
| 2007–08  | فينيكس           | 28    | 28    | 28.7  | .611    | .000   | .513 | 10.6   | 1.7 | .5     | 1.2  | 12.9  |
| 2008–09  | فينيكس           | 75    | 75    | 30.0  | .609*   | .000   | .595 | 8.4    | 1.7 | .6     | 1.4  | 17.8  |
| 2009–10  | كليفلاند         | 53    | 53    | 23.4  | .566    | .000   | .496 | 6.7    | 1.5 | .3     | 1.2  | 12.0  |
| 2010–11  | بوسطن            | 37    | 36    | 20.3  | .667    | .000   | .557 | 4.8    | .7  | .4     | 1.1  | 9.2   |
| مسيرة    | مسيرة            | 1,207 | 1,197 | 34.7  | .582    | .045   | .527 | 10.9   | 2.5 | .6     | 2.3  | 23.7  |
| أول-ستار | أول-ستار         | 12    | 9     | 22.8  | .551    | .000   | .452 | 8.1    | 1.4 | 1.1    | 1.6  | 16.8  |

### تصفيات
| السنة | الفريق           | لعب | بدأ | دقيقة | ميداني% | ثلاثية | حرة  | ارتداد | صنع | استلاب | تصدي | نقطة |
| ----- | ---------------- | --- | --- | ----- | ------- | ------ | ---- | ------ | --- | ------ | ---- | ---- |
| 1994 ‏ | أورلاندو         | 3   | 3   | 42.0  | .511    | .000   | .471 | 13.3   | 2.3 | .7     | 3.0  | 20.7 |
| 1995 ‏ | أورلاندو         | 21  | 21  | 38.3  | .577    | .000   | .571 | 11.9   | 3.3 | .9     | 1.9  | 25.7 |
| 1996 ‏ | أورلاندو         | 12  | 12  | 38.3  | .606    | .000   | .393 | 10.0   | 4.6 | .8     | 1.3  | 25.8 |
| 1997 ‏ | لوس أنجلوس ليكرز | 9   | 9   | 36.2  | .514    | .000   | .610 | 10.6   | 3.2 | .6     | 1.9  | 26.9 |
| 1998 ‏ | لوس أنجلوس ليكرز | 13  | 13  | 38.5  | .612    | .000   | .503 | 10.2   | 2.9 | .5     | 2.6  | 30.5 |
| 1999 ‏ | لوس أنجلوس ليكرز | 8   | 8   | 39.4  | .510    | .000   | .466 | 11.6   | 2.3 | .9     | 2.9  | 26.6 |
| 2000 ‏ | لوس أنجلوس ليكرز | 23  | 23  | 43.5  | .566    | .000   | .456 | 15.4   | 3.1 | .6     | 2.4  | 30.7 |
| 2001 ‏ | لوس أنجلوس ليكرز | 16  | 16  | 42.3  | .555    | .000   | .525 | 15.4   | 3.2 | .4     | 2.4  | 30.4 |
| 2002 ‏ | لوس أنجلوس ليكرز | 19  | 19  | 40.8  | .529    | .000   | .649 | 12.6   | 2.8 | .5     | 2.5  | 28.5 |
| 2003 ‏ | لوس أنجلوس ليكرز | 12  | 12  | 40.1  | .535    | .000   | .621 | 14.8   | 3.7 | .6     | 2.8  | 27.0 |
| 2004 ‏ | لوس أنجلوس ليكرز | 22  | 22  | 41.7  | .593    | .000   | .429 | 13.2   | 2.5 | .3     | 2.8  | 21.5 |
| 2005 ‏ | ميامي            | 13  | 13  | 33.2  | .558    | .000   | .472 | 7.8    | 1.9 | .4     | 1.5  | 19.4 |
| 2006 ‏ | ميامي            | 23  | 23  | 33.0  | .612    | .000   | .374 | 9.8    | 1.7 | .5     | 1.5  | 18.4 |
| 2007 ‏ | ميامي            | 4   | 4   | 30.3  | .559    | .000   | .333 | 8.5    | 1.3 | .3     | 1.5  | 18.8 |
| 2008 ‏ | فينيكس           | 5   | 5   | 30.0  | .440    | .000   | .500 | 9.2    | 1.0 | 1.0    | 2.6  | 15.2 |
| 2010 ‏ | كليفلاند         | 11  | 11  | 22.1  | .516    | .000   | .660 | 5.5    | 1.4 | .2     | 1.2  | 11.5 |
| 2011 ‏ | بوسطن            | 2   | 0   | 6.0   | .500    | .000   | .000 | .0     | .5  | .5     | .0   | 1.0  |
| مسيرة | مسيرة            | 216 | 214 | 37.5  | .563    | .000   | .504 | 11.6   | 2.7 | .5     | 2.1  | 24.3 |

## روابط خارجية
- شاكيل أونيل على موقع IMDb (الإنجليزية)
- شاكيل أونيل على موقع الموسوعة البريطانية (الإنجليزية)
- شاكيل أونيل على موقع روتن توميتوز (الإنجليزية)
- شاكيل أونيل على موقع قاعدة بيانات الأفلام العربية
- شاكيل أونيل على موقع ألو سيني (الفرنسية)
- شاكيل أونيل على موقع ميوزك برينز (الإنجليزية)
- شاكيل أونيل على موقع ميوزك برينز (الإنجليزية)
- شاكيل أونيل على موقع أول موفي (الإنجليزية)
- شاكيل أونيل على موقع قاعدة بيانات الأفلام السويدية (السويدية)
- شاكيل أونيل على موقع إن إن دي بي (الإنجليزية)
- شاكيل أونيل على موقع الاتحاد الدولي لكرة السلة (الإنجليزية)
- شاكيل أونيل على موقع إن بي أي (الإنجليزية)
- شاكيل أونيل على موقع سبورتس رفرنس (الإنجليزية)
- شاكيل أونيل على موقع كرة السلة الأوروبية.كوم (الإنجليزية)
- شاكيل أونيل على موقع كلية كرة السلة في سبورتس رفرنس.كوم (الإنجليزية)
- شاكيل أونيل على موقع ريلجم (الإنجليزية)
- شاكيل أونيل على موقع بروبوليرز (الإنجليزية)
- شاكيل أونيل على موقع قاعة المشاهير الجامعة الوطنية لكرة السلة (الإنجليزية)
- شاكيل أونيل على موقع سبورتس رفرنس (الإنجليزية)
- شاكيل أونيل على موقع WrestlingData.com (الإنجليزية)